# 慎武宏
慎 武宏（シン・ムグァン、朝: 신무굉, 1971年4月16日 - ）は、ノンフィクションライター。株式会社ピッチコミュニケーションズ代表取締役。スポーツソウル日本版編集長も務める。
東京都出身の在日コリアン。

## 人物
東京朝鮮第五初中級学校、東京朝鮮中高級学校を経て和光大学人文学部文学科入学。同大学卒業後、スポーツライターとして活動をはじめ、主にサッカーを中心とした韓国スポーツに関連する記事を雑誌、新聞、webなどさまざまなメディアに寄稿。韓国メディアにも寄稿しており、98年から月に1度の韓国取材を欠かさない。2002年、韓国代表を取材した著書『ヒディンク・コリアの真実』が第13回ミズノスポーツライター賞最優秀を受賞。
2007年から大韓サッカー協会公式ホームページ日本語版の編集制作を行なっている。現在は編集プロダクションである株式会社ピッチコミュケーションズの代表も務めている。サッカーのみならず野球やゴルフなどの他のスポーツ、芸能や社会など韓国全般に関する記事も手掛けている。2018年10月から韓国スポーツ新聞スポーツソウル日本版編集長も務めている。

## 著書
- 『WITH KOREA! ワールドカップ「成功」への道』(廣済堂出版、2001年) ISBN 978-4331508206
- 『ヒディンク・コリアの真実』(阪急コミュニケーションズ、2002年)  ISBN 978-4484022192
- 『祖国と母国とフットボール』(武田ランダムハウスジャパン、2010年) ISBN 978-4270005651
- 『増補版 祖国と母国とフットボール』(朝日新聞出版、2013年) ISBN 978-4022617675
- 『ヤバいLINE 日本人が知らない不都合な真実』(河鐘基との共著、光文社新書、2015年) ISBN 978-4270005651
- 『イ・ボミはなぜ強い? 知られざる女王たちの素顔』(光文社、2016年) ISBN 978-4334039622

## 訳書
- 『LIBERO―洪明甫自伝』(集英社、2002年) ISBN 978-4087803693
- 『パク・チソン自伝 信じるチカラ』(武田ランダムハウスジャパン、2007年) ISBN 978-4270002339
- 『サムスンだけが知っている。常識破りの常勝ルール』(幻冬舎、2012年) ISBN 978-4344022997

## 出演番組
- なかよしテレビ-輝け!日・韓・中(2012年9月　第5回フジテレビ)
- AbemaPrime(2018年1月18日、2019年3月15日AbemaTV)
- 情報ライブミヤネ屋(2019年4月15日、4月17日、4月26日読売テレビ)
- 直撃LIVE グッディ!(2019年4月24日フジテレビ)